# 葫芦岛市实验中学
40°43′02″N 120°51′29″E / 40.7171882°N 120.857934°E
葫芦岛市实验中学原名葫芦岛中学，位于辽宁省葫芦岛市龙港区，是辽宁省著名初中。
葫芦岛市实验中学成立于1996年8月，新校址于2000年10月竣工。校园占地42000多平方米，建筑面积12600多平方米，分为主教学楼、教师办公楼、小礼堂和食堂四个主体建筑。2006年9月学校再添一个校址，至此葫芦岛市实验中学占地51000平方米，拥有3700多名学子，200多位教师，60个教学班级。
校风是团结、严谨、勤奋、创新。